# 燕閒四適·琴適
《燕閒四適·琴適》，古琴谱。明万历三十九年孙丕显编辑，王基校正。

## 琴谱版本
上海市图书馆藏本，原书总名为《燕闲四適》，此书是琴、棋、书、画四部之一，明刻本。

## 内容介绍
琴谱分为四卷，第一卷叙述琴事，二至四卷为琴谱。其中二卷收录八曲，三卷收录两曲，四卷收录三曲。共计十二曲。